# 垂花密脉木
垂花密脉木（学名：Myrioneuron nutans）为茜草科密脉木属下的一个种。

## 扩展阅读
- 維基物種上的相關：垂花密脉木